# Ennetbürgen
Ennetbürgen (toponimo tedesco; fino al 1850 Ennerbürgen) è un comune svizzero di 5 288 abitanti abitanti del Canton Nidvaldo.

## Geografia fisica

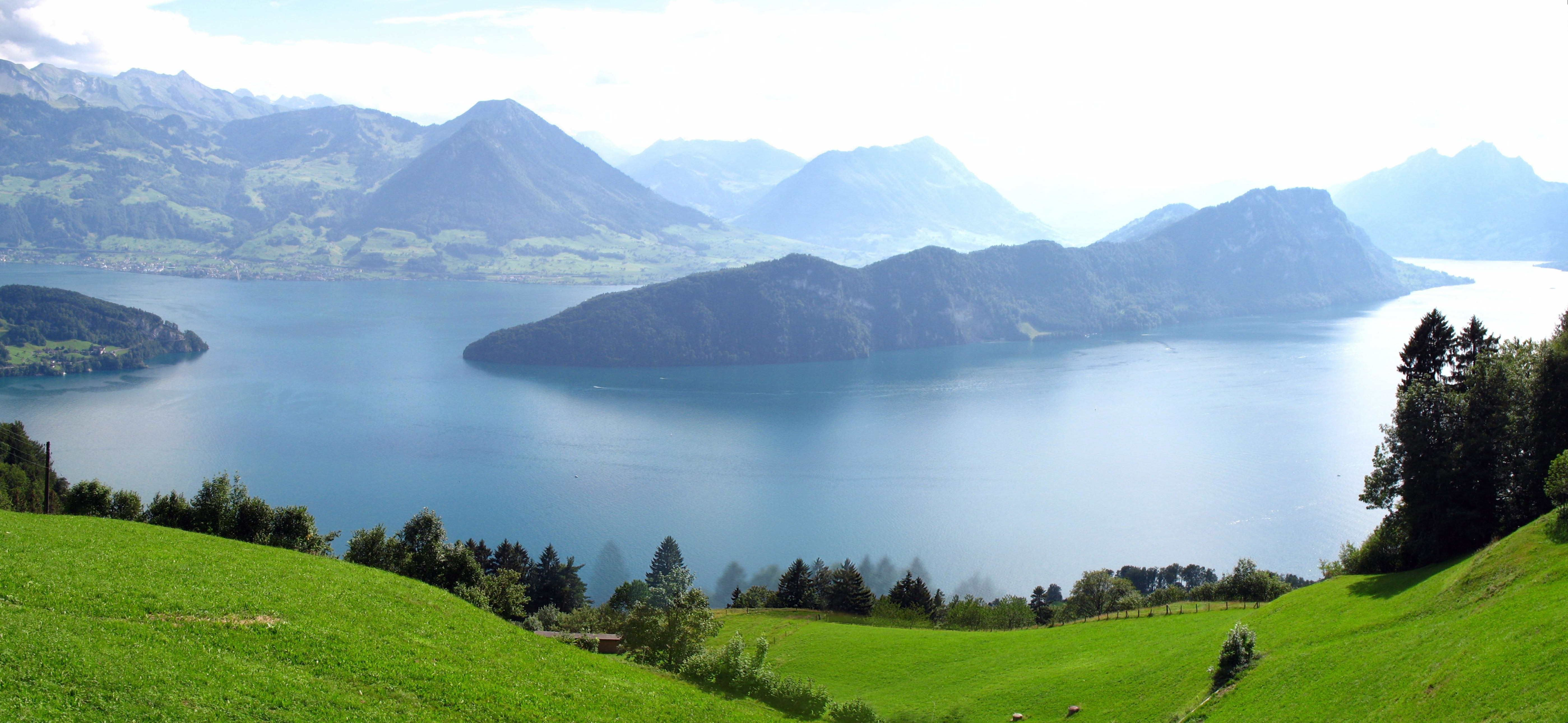
Il lago dei Quattro Cantoni e i monti Bürgenstock

Il territorio del comune di Ennetbürgen si estende lungo la sponda meridionale del lago dei Quattro Cantoni, sulle pendici dei monti Bürgenstock (o Bürgenberg).

## Storia
Il comune politico di Ennetbürgen è stato istituito nel 1850.

## Monumenti e luoghi d'interesse
- Chiesa parrocchiale cattolica di Sant'Antonio, eretta nel 1882-1894[3];
- Cappella cattolica di Sant'Iodoco, eretta nel XII secolo, attestata dal 1346[3];
- Complesso alberghiero Bürgenstock Resort, costruito a partire dal 1872-1873 sul Bürgenstock[4].

## Società

### Evoluzione demografica
L'evoluzione demografica è riportata nella seguente tabella:
Abitanti censiti

## Economia
Storicamente Ennetbürgen era un paese agricolo, ma l'apertura della Funicolare Ennetbürgen-Kehrsiten (1888) e dell'ascensore del Felsenweg (Hammetschwandlift, 1903-105, ristrutturato nel 1992) rese possibile lo sviluppo del turismo di villeggiatura tra gli anni 1870 e gli anni 1960, declinato in seguito nonostante vari tentativi di rilancio; l'economia locale si basa prevalentemente sul settore terziario e sul pendolarismo in uscita.

## Infrastrutture e trasporti
Ennetbürgen è servito dalla Compagnia di navigazione del lago dei Quattro Cantoni; sul suo territorio si trova parte dell'aeroporto di Buochs.